# Otto Hamkens
Peter Hermann Otto Hamkens (* 15. Dezember 1887 im Herrenhaus Hoyerswort auf Eiderstedt; † 16. April 1969 ebenda) war ein deutscher Rechtsanwalt, Landwirt und nationalsozialistischer Politiker.

## Leben
Hamkens war das jüngste von fünf Geschwistern. Einer seiner Brüder war der spätere schleswig-holsteinische NS-Regierungspräsident Wilhelm Hamkens.
Otto Hamkens legte 1907 auf dem Gymnasium in Husum sein Abitur ab und studierte anschließend Jura in Lausanne (ein Semester) und München. 1911/12 vertrat er seinen Bruder auf dem elterlichen Hof. 1912 leistete er Militärdienst in der Bayerischen Armee und nahm im 1. Feldartillerie-Regiment „Prinzregent Luitpold“ am Ersten Weltkrieg teil. Er wurde im Oktober 1918 verwundet und schied als Oberleutnant der Reserve aus dem Heer aus. Nach Kriegsende schloss er sein Studium in Kiel ab.
Ab 1922 bewirtschaftete Hamkens den väterlichen Besitz. 1926 heiratete er Gönna Hamkens. Er engagierte sich in der Kommunalpolitik und wurde 1925 Mitglied des Eiderstedter Kreistags. Eine wichtige politische Leitfigur war ihm Ernst Graf zu Reventlow. Auch las er Schriften von Erich Ludendorff und dessen Tannenbergbund. Der Stahlhelm, Bund der Frontsoldaten war ihm „zu lahm“. Als einer der ersten Kreistagsabgeordneten schloss sich Hamkens zum 1. Dezember 1928 der NSDAP an (Mitgliedsnummer 106.096). Zum 1. August 1929 wurde er zum Kreisleiter der Partei im ehemaligen Kreis Eiderstedt ernannt.
Im Zuge der Wirtschaftskrise eröffnete Hamkens am 1. Juli 1929 als zweites berufliches Standbein eine Rechtsanwaltspraxis. Ende 1929 wurde er Führer der NSDAP-Fraktion im Provinziallandtag von Schleswig-Holstein. Nach der nationalsozialistischen „Machtergreifung“ ernannte man ihn zum Landrat von Husum-Eiderstedt und ab Oktober 1933 von Eiderstedt. Dieses Amt gab er 1938 auf. 1938 wurde er erfolglos als Kandidat für die Reichstagswahl 1938 nominiert. 1943 verlor er das Amt des Kreisleiters.